# 3 oktober
3 oktober is de 276ste dag van het jaar (277ste dag in een schrikkeljaar) in de gregoriaanse kalender. Hierna volgen nog 89 dagen tot het einde van het jaar.

## Gebeurtenissen
- Algemeen
  - 382 – Keizer Theodosius I sluit een verbond met de Visigoten en geeft hen het gebied tussen de Donau en het Balkangebergte (huidige Bulgarije).
  - 1789 – George Washington roept 26 november 1789 de eerste Thanksgiving Day in het bestaan van de Verenigde Staten uit.
  - 1863 – President van de Verenigde Staten Abraham Lincoln maakt van Thanksgiving Day een nationale feestdag.[1]
  - 1966 – Minister van Onderwijs Isaäc Arend Diepenhorst opent de School voor Journalistiek in Utrecht.[1]
  - 1981 – De hongerstaking van IRA-gevangenen in de Maze-gevangenis in Belfast eindigt na zeven maanden en tien doden.[1]
  - 1995 – Na een maandenlang proces wordt sport- en filmster O.J. Simpson door de jury onschuldig bevonden.[1]
  - 2013 – Voor de kust van het Italiaanse eiland Lampedusa vergaat een boot met minstens 450 vluchtelingen. Zeker 309 van hen komen om het leven.
  - 2013 – Vijftien mensen komen om bij een crash van een vliegtuig van Associated Airlines op Murtala Muhammed International Airport in de Nigeriaanse stad Lagos.
  - 2013 – Het Rode Kruis meldt dat de afgelopen dagen zeker 30 doden zijn gevallen bij overstromingen in Cambodja. Meer dan 375.000 mensen zijn geëvacueerd. In Laos, dat te kampen heeft met de ergste overstromingen in 35 jaar, zijn 20 mensen omgekomen. Ook in Thailand en Vietnam zijn er slachtoffers.
  - 2013 – Tepco, de beheerder van de kerncentrale van Fukushima, meldt dat er weer radioactief water lekt uit opslagtanks. Het water, dat onder andere strontium bevat, zou in de Grote Oceaan terechtgekomen zijn.
  - 2015 – In de Oostenrijkse hoofdstad Wenen gaan ruim twintigduizend mensen de straat op om steun te betuigen aan vluchtelingen en te protesteren tegen de anti-immigratiepartij FPÖ.
  - 2015 – Paus Franciscus en de Duitse bondskanselier Angela Merkel zijn genomineerd voor de Nobelprijs voor de Vrede.
  - 2016 – De Italiaanse kustwacht maakt bekend op de Middellandse Zee zo'n 5650 migranten die op ongeveer 40 boten zaten te hebben opgepikt.
  - 2019 – Bij een steekpartij op het hoofdcommissariaat van de politie in Parijs vallen vier doden. De dader, een 45-jarige kantoormedewerker, wordt hierna doodgeschoten.
  - 2019 – Bij gewelddadige confrontaties tijdens anti-regeringsdemonstraties in Irak vallen zeker 33 doden, voor het merendeel demonstranten. In het zuiden van Irak geldt een avondklok en in veel delen van het land wordt de internettoegang geblokkeerd.[2]
  - 2021 – Het International Consortium of Investigative Journalists publiceert de Pandora Papers, gelekte documenten waaruit blijkt dat onder meer wereldleiders en politici gebruikmaken van financiële constructies via belastingparadijzen, met mogelijk belastingontduiking als gevolg.[3] Ook CDA-politicus Wopke Hoekstra wordt genoemd[4], in België de erven Solvay.
  - 2023 – Bij de Italiaanse stad Venetië vallen tientallen doden en gewonden nadat een lijnbus op een viaduct door de vangrail schiet en op een daaronder gelegen spoorlijn valt en daarbij in brand vliegt.[5]
- Kunst en cultuur
  - 2014 – Aanmodderfakker van regisseur Michiel ten Horn wint het Gouden Kalf voor beste film.
  - 2017 – Kinderboekenschrijver Koos Meinderts wint de Gouden Griffel voor het beste kinderboek van het afgelopen jaar voor Naar het noorden, een jeugdroman over de Tweede Wereldoorlog.
- Media
  - 1959 – Samen met presentator John Kraaijkamp sr. zingt André Hazes (8 jaar) in de Weekendshow van de AVRO het lied Droomschip. Kraaykamp had André Hazes eerder ontdekt toen hij op de Amsterdamse Albert Cuypmarkt stond te zingen.[6]
  - 1992 – Voor 20 miljoen Amerikaanse kijkers verscheurt zangeres Sinéad O'Connor een foto van de paus in het programma Saturday Night Live.[1][6]
  - 2009 – De Nederlandse Josje Huisman wordt verkozen als de nieuwe blonde zangeres van K3, nadat Kathleen Aerts eerder dit jaar de groep heeft verlaten.[6][7]
  - 2020 - Radioprogramma Rinkeldekinkel met Jeroen van Inkel keert na vele jaren terug op de radio. Het wordt uitgezonden op NPO Radio 2.
- Oorlog
  - 1574 – Ontzet van Leiden na een Spaanse belegering.[1]
  - 1935 – Het Italiaanse leger van dictator Mussolini valt het keizerrijk van Haile Selassie, Abessinië, binnen.[1]
  - 1944 – Britse bommenwerpers bombarderen de dijk bij Westkapelle, om Walcheren onder water te zetten, zodat de Duitse bezetters makkelijker te verdrijven waren.[1]
  - 1990 – Rwanda vraagt hulp aan België om het hoofd te bieden aan de invasie van Tutsi-rebellen.
  - 1993 – Bij een poging om twee hooggeplaatste Somalische spionnen te ontvoeren in de Somalische stad Mogadishu stuit het Amerikaanse leger op zwaar verzet. Er worden twee Amerikaanse Black Hawk helikopters neergeschoten. Bij deze en verdere acties komen 19 Amerikanen en ongeveer 1000 Somali's om het leven.
  - 2010 – Duitsland doet zijn laatste herstelbetalingen aan zijn tegenstanders tijdens de Eerste Wereldoorlog.
  - 2012 – De Turkse stad Akçakale wordt getroffen door een mortiergranaat afgeschoten vanuit Syrië. Turkije bestookt in vergelding doelen over de grens in Syrië. De NAVO veroordeelt de Syrische agressie fel.
  - 2013 – In het noordwesten van Pakistan worden dertien mensen gedood bij een zelfmoordaanslag en een aanval door de Pakistaanse taliban op een rivaliserende islamistische groepering.
  - 2014 – De terreurorganisatie Islamitische Staat verspreidt een videoboodschap waarin de onthoofding te zien is van een vierde Westerse gijzelaar: de Britse taxichauffeur en hulpverlener Alan Henning, die in december 2013 werd ontvoerd.
  - 2015 – Bij een Amerikaans bombardement op een ziekenhuis in de Afghaanse Kunduz komen 42 mensen om het leven, onder wie een aantal stafleden van de hulporganisatie Artsen zonder Grenzen.
  - 2015 – Bij een dubbele zelfmoordaanslag in de Iraakse hoofdstad Bagdad komen meer dan 15 mensen om het leven.
  - 2016 – Taliban-strijders nemen het belangrijkste kruispunt in van Kunduz, de Afghaanse stad waar Nederland enkele jaren actief was met een politiemissie.
  - 2016 – Strijders van de Taliban zetten de aanval in in meerdere delen van Afghanistan, onder meer in de stad Kunduz en in de zuidelijke provincie Helmand.[8]
  - 2016 – Bij een zelfmoordaanslag tijdens een Koerdische bruiloft in Syrische stad Hasaka komen meer dan dertig mensen om het leven. De aanslag wordt opgeëist door IS.[9]
- Politiek
  - 1932 – Irak wordt onafhankelijk.[1]
  - 1990 – Dag van de Duitse eenheid: de Duitse Democratische Republiek (DDR, Oost-Duitsland) wordt opgeheven en weer samengevoegd met de Bondsrepubliek Duitsland (West-Duitsland). Beide landen waren sinds 1949 van elkaar gescheiden.[1]
  - 2008 – Het Amerikaanse Congres neemt het Plan-Paulson aan, een grootscheeps reddingsplan om de financiële crisis van 2008 te bezweren.
  - 2010 – Bij de Bosnische parlements- en presidentsverkiezingen wint de Servisch-nationalistische SNSD in de Servische Republiek en de multi-etnische SDP in de federatie van Bosnië en Herzegovina, een resultaat dat het vormen van een nieuwe regering volgens de hoge vertegenwoordiger van de internationale gemeenschap, Valentin Inzko, maandenlang zal laten aanslepen.
  - 2012 – Het eerste verkiezingsdebat in de Amerikaanse presidentsverkiezingen tussen president Barack Obama en zijn Republikeinse uitdager Mitt Romney geldt als een overwinning voor laatstgenoemde.
  - 2014 – De Europese Commissie legt boetes op aan acht EU-landen, waaronder Duitsland en Nederland, voor een overschrijding van de melkquota. Het totale boetebedrag dat is opgelegd bedraagt 409 miljoen euro.
  - 2015 – In Athene wordt het nieuwe Griekse parlement beëdigd. Het linkse SYRIZA zal gaan regeren met de Onafhankelijke Grieken.
  - 2015 – De Amerikaanse president Barack Obama roept de noodtoestand uit in de staat South Carolina vanwege hevige regenval.
  - 2016 – De Colombiaanse bevolking stemt in referendum met een zeer kleine meerderheid van 50,2% tegen het vredesakkoord met de guerrillabeweging FARC.[10]
  - 2016 – De Verenigde Staten beëindigen het rechtstreekse overleg met Rusland over een nieuw staakt-het-vuren in Syrië. Een woordvoerder van het Amerikaanse ministerie van buitenlandse zaken verklaart dat Rusland de afspraken niet nakomt.[11]
  - 2016 – PvdA'er Paul Tang dient met veertig sociaaldemocratische Europarlementariërs een klacht in bij de Europese Commissie tegen VVD'er Neelie Kroes, vanwege het feit dat ze ten tijde van haar functie als Eurocommissaris van Mededinging een bijbaan bij een offshorebedrijf in de Bahama's verzuimde te melden.
  - 2017 – Minister Jeanine Hennis van Defensie treedt af. In de Tweede Kamer neemt zij na een urenlang debat de politieke verantwoordelijkheid voor de nalatigheden in de Defensie-organisatie die vorig jaar leidden tot de dood van twee militairen in Mali. Commandant der Strijdkrachten Tom Middendorp neemt ook ontslag.
  - 2017 – Het kabinetsvoorstel om de termijn voor het verkrijgen van het Nederlanderschap te verlengen van vijf naar zeven jaar, sneuvelt in de Eerste Kamer.
  - 2019 – In Ecuador wordt de noodtoestand afgekondigd door president Moreno, nadat in het hele land protesten uitbreken als gevolg van de maatregel om de subsidie op brandstof af te schaffen. De maatregel was bedoeld om te voldoen aan de eisen die het IMF had opgelegd om in aanmerking te komen voor de lening die eerder in maart was overeengekomen.
  - 2023 – In de Verenigde staten wordt de Republikein Kevin McCarthy, de voorzitter van het Huis van afgevaardigden, afgezet in een stemming over zijn voorzitterschap mede doordat een aantal van zijn partijgenoten evenals alle Democraten voor zijn afzetting stemden. Het is voor het eerst in de historie van de VS dat een voorzitter van 'het Huis' wordt afgezet.[12]
  - 2023 – Het Armeense parlement stemt in met de aansluiting van het land bij het Internationaal Strafhof. Rusland, de belangrijkste bondgenoot van Armenië, is het niet eens met deze stap.[13]

- Recreatie

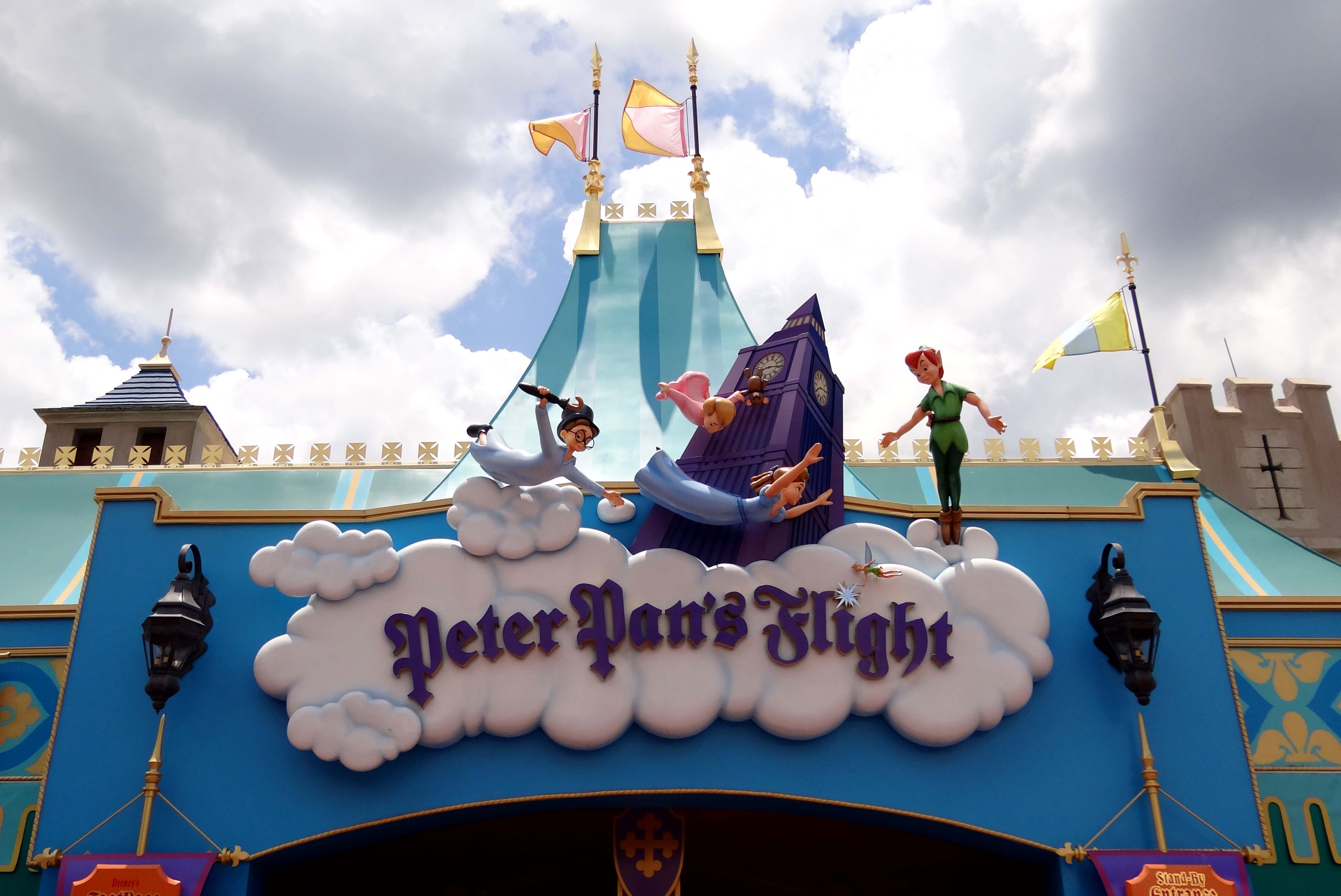
Peter Pan's Flight

  - 1971 – In het Magic Kingdom in Florida (VS) wordt de attractie Peter Pan's Flight geopend.
- Religie
  - 1998 – Zaligverklaring van kardinaal Alojzije Stepinac (1898-1960) in Marija Bistrica (Kroatië) door paus Johannes Paulus II.
  - 2004 – Zaligverklaring van de laatste keizer-koning van Oostenrijk-Hongarije, Karel I van Oostenrijk, door paus Johannes Paulus II.
- Sport
  - 1920 – Het Uruguayaans voetbalelftal wint de vierde editie van de Copa América door in de slotwedstrijd met 2-1 te winnen van Chili.
  - 1956 – Bij wedstrijden in Boston verbetert de Amerikaanse atleet Harold Connolly het wereldrecord kogelslingeren tot 66,71 meter.
  - 1991 – Titelverdediger Nieuw-Zeeland opent in Londen het tweede officiële wereldkampioenschap rugby, gehouden in Ierland en Groot-Brittannië, met een 18-12 overwinning op Engeland.
  - 2010 – Tijdens het wereldkampioenschap wielrennen in het Australische Geelong behaalt Thor Hushovd de wereldtitel in de wegrit.
  - 2010 – In de Indiase stad Delhi gaan de 19e Gemenebestspelen, het vierjaarlijkse multisportevenement van het Gemenebest van Naties, van start.
  - 2010 – In de 38e editie van het Ryder Cup-golftoernooi verslaat het Europese team dat van de Verenigde Staten.
  - 2010 – Bij het WK basketbal voor vrouwen in Tsjechië gaat de wereldtitel voor de achtste keer naar het team van de Verenigde Staten.
  - 2017 – Twee Nederlandse turners plaatsen zich voor de finale van de WK turnen in Montréal op het onderdeel rekstok: oud-wereldkampioen Epke Zonderland en Bart Deurloo.
  - 2021 – De Italiaan Sonny Colbrelli wint Parijs-Roubaix. De Nederlander Mathieu van der Poel wordt 3e en de Belg Wout van Aert wordt 7de.[14]
- Wetenschap en technologie
  - 1903 – In Rotterdam worden de eerste twee droogdokken in gebruik genomen.[1]
  - 1941 – De eerste spuitbussen op drijfgas komen op de markt, in de VS.
  - 1942 – Eerste succesvolle lancering van een V2-raket (Aggregat 4) vanaf Peenemünde in Duitsland, de eerste keer dat een door de mens vervaardigd object de ruimte bereikt.[15]
  - 1952 – Het Britse leger test in Australië zijn eerste atoombom.[1]
  - 1962 – De Mercury MA-8 wordt gelanceerd met aan boord Walter Schirra. Het doel van de missie is het onderzoeken van het functioneren van astronaut en ruimtevaartuig tijdens een ruimtemissie.[16]
  - 1985 – De spaceshuttle Atlantis met bemanningsleden Karol Bobko, Ronald Grabe, Robert Stewart, David Hilmers en William Pailes en als lading twee militaire Defense Satellite Communications System (DSCS) communicatiesatellieten wordt voor het eerst gelanceerd. Missie STS-51-J voor het Amerikaanse Department of Defense vertrekt vanaf Cape Canaveral.[1][17]
  - 1985 – Lancering van Kosmos 1689 met een gemodificeerde SS-6 raket vanaf Bajkonoer Kosmodroom. Het doel van de missie is aardwetenschappen.[18]
  - 1985 – Lancering van Molnija 3-26, een communicatiesatelliet van de Sovjet-Unie, met een gemodificeerde SS-6 raket vanaf Plesetsk Kosmodroom. De satelliet moet een onderdeel worden van het Orbita communicatienetwerk.[19]
  - 2005 – In Nederland en België is een gedeeltelijke zonsverduistering te zien.
  - 2022 – De Nobelprijs voor Geneeskunde is dit jaar toegekend aan de Zweedse arts en evolutiebioloog Svante Pääbo voor zijn ontdekkingen op het gebied van de genetische samenstelling van uitgestorven mensachtigen en de menselijke evolutie.[20]
  - 2023 – De Nobelprijs voor Natuurkunde is dit jaar toegekend aan de Fransman Pierre Agostini, de Hongaars-Oostenrijkse Ferenc Krausz en de Française Anne L'Huillier. De onderzoekers krijgen de prijs voor het zichtbaar maken van elektronen binnen in atomen met behulp van extreem korte lichtflitsen.[21][22]

## Geboren

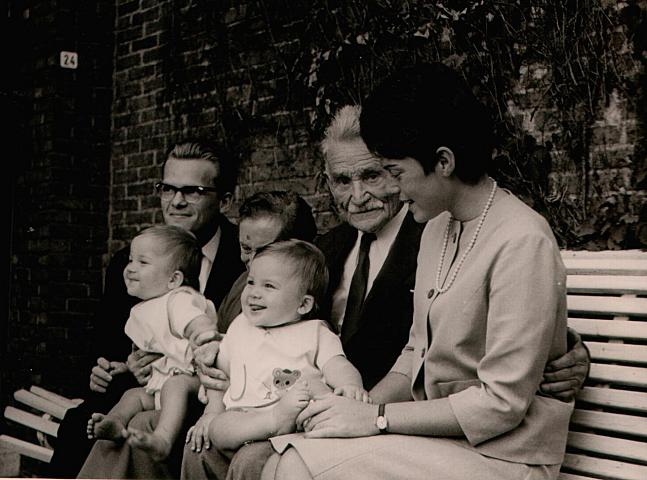
Stijn Streuvels (2e van rechts),
geboren in 1871

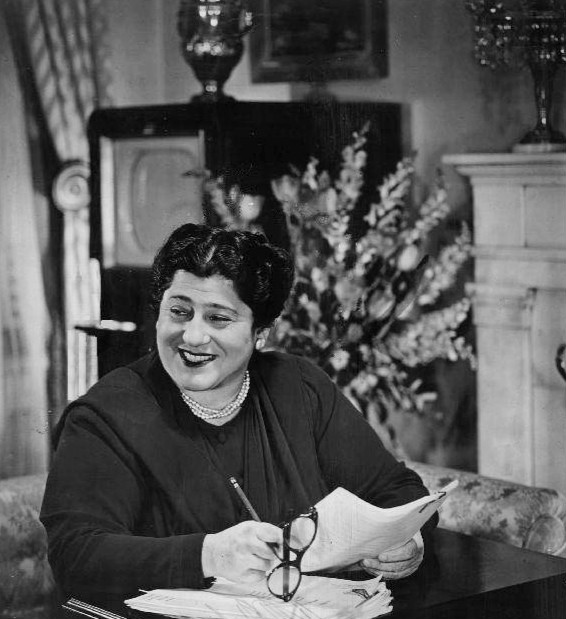
Gertrude Berg,
geboren in 1898

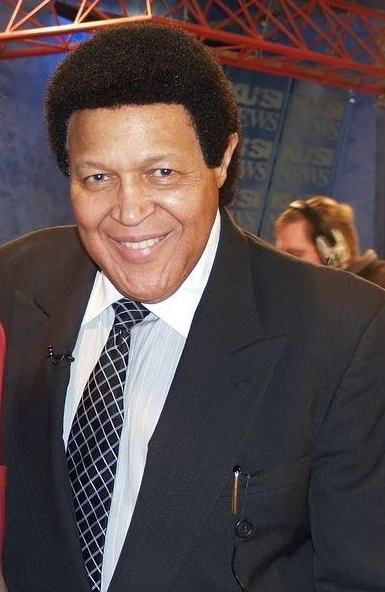
Chubby Checker,
geboren in 1941

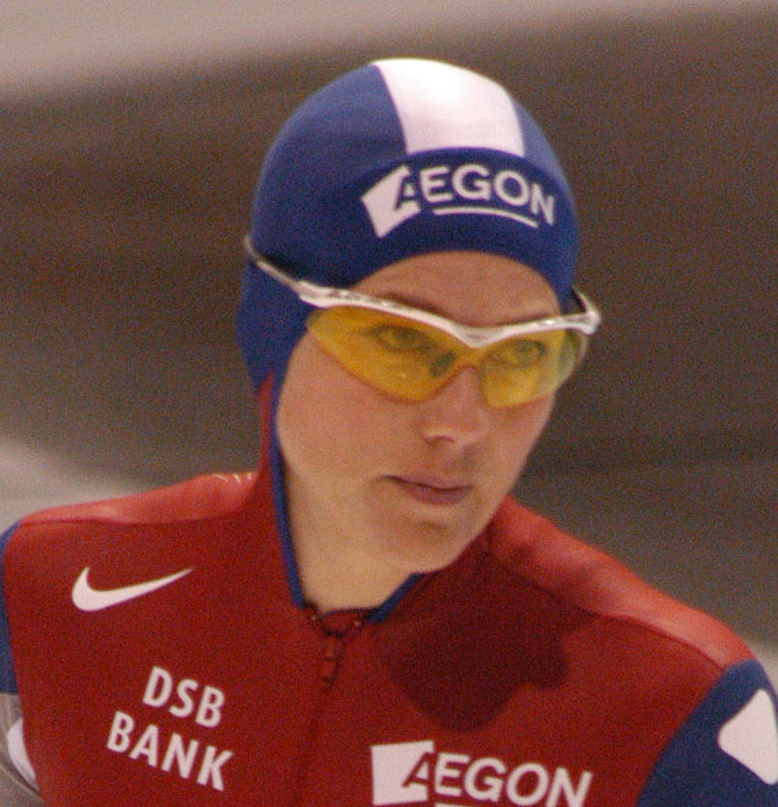
Marianne Timmer,
geboren in 1974

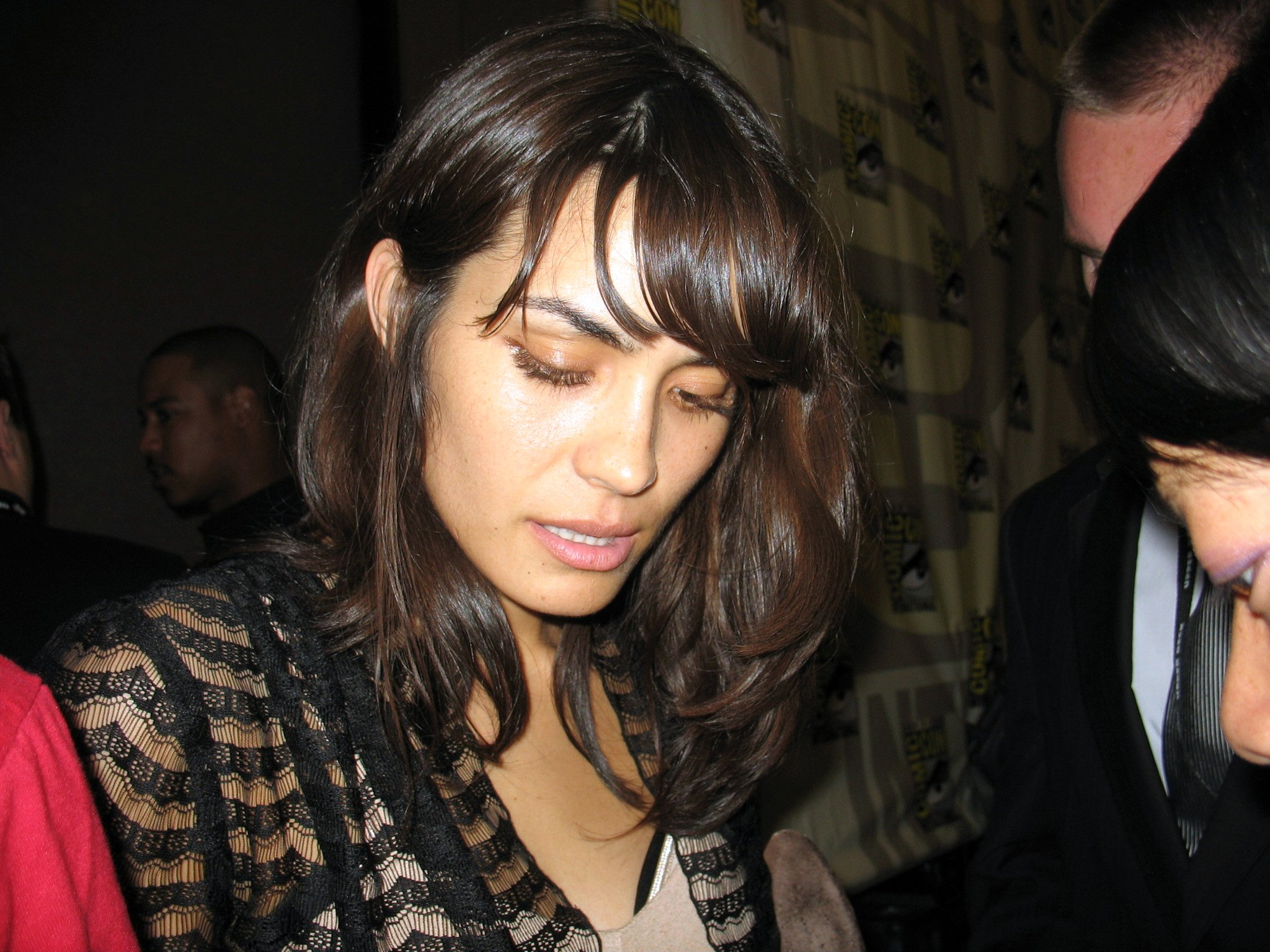
Shannyn Sossamon,
geboren in 1979

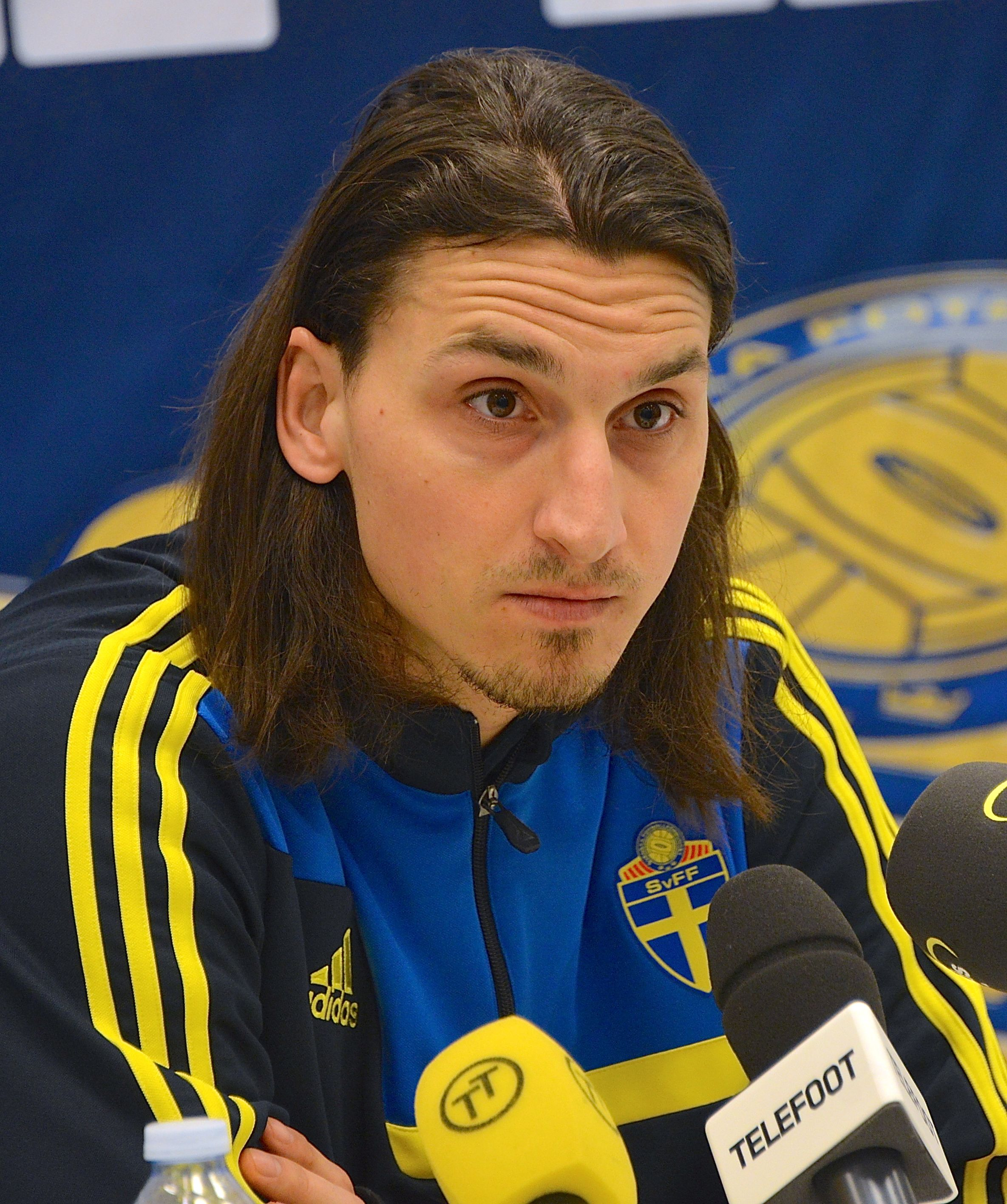
Zlatan Ibrahimovic,
geboren in 1981

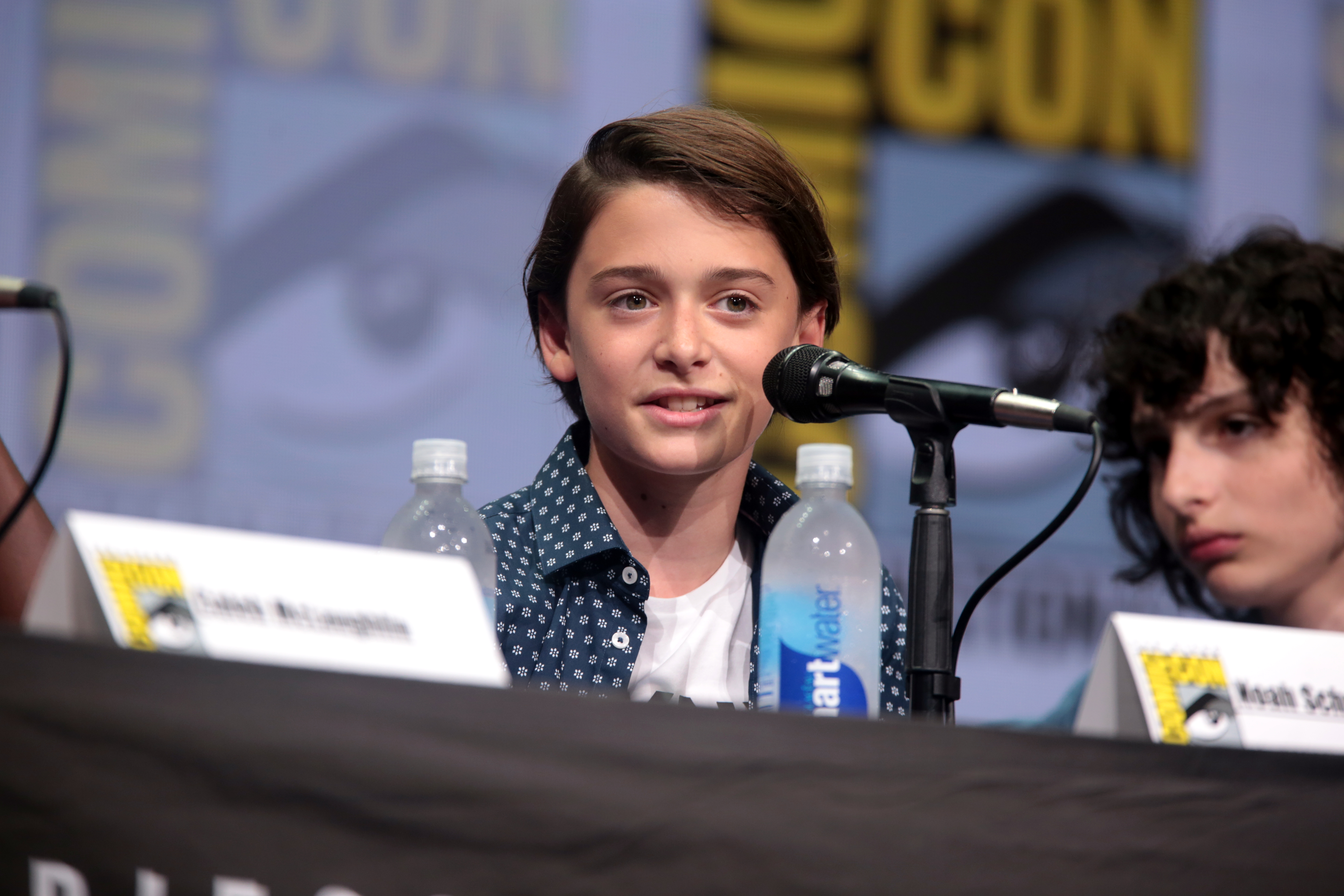
Noah Schnapp,
geboren in 2004

- 1761 – Dirk van Hogendorp, Nederlands militair en staatsman (overleden 1822)
- 1803 – Paul Huet, Frans kunstschilder (overleden 1869)
- 1829 – Constant Mayer, Frans kunstschilder (overleden 1911)
- 1843 – Leonard Corneille Dudok de Wit, alias Kees de Tippelaar en De Wandelende Hollander (overleden 1913)
- 1865 – Johan Eilerts de Haan, Nederlands ontdekkingsreiziger (overleden 1910)
- 1867 – Pierre Bonnard, Frans kunstschilder (overleden 1947)
- 1871 – Stijn Streuvels, Belgisch schrijver (overleden 1969)
- 1882 – George Nevinson, Brits waterpoloër (overleden 1963)
- 1897 – Louis Aragon, Frans schrijver en dichter (overleden 1982)
- 1898 – Gertrude Berg, Amerikaans actrice (overleden 1966)
- 1906 – Raymond Triboulet, Frans politicus (overleden 2006)
- 1907 – Greta Lens, Belgisch actrice (overleden 1997)
- 1909 – Ernst Kalwitzki, Duits voetballer (overleden 1991)
- 1909 – Wim Thomassen, Nederlands burgemeester van Rotterdam (overleden 2001)
- 1911 – Ljubiša Broćić, Joegoslavisch voetbaltrainer (overleden 1995)
- 1913 – Anastasio Ballestrero, Italiaans kardinaal-aartsbisschop van Turijn (overleden 1998)
- 1913 – Lily Petersen, Nederlands radiopresentatrice (overleden 2004)
- 1915 - Hans de Beaufort, Nederlands motorcoureur en verzetsstrijder (overleden 1942)
- 1916 – James Herriot, Engels schrijver en dierenarts (overleden 1995)
- 1916 – Arnold Deraeymaeker, Belgisch voetballer en voetbaltrainer (overleden 1987)
- 1917 – Odd Lundberg, Noors schaatser (overleden 1983)
- 1918 – Henri Coppens, Belgisch voetballer (overleden 2003)
- 1919 – James M. Buchanan, Amerikaans econoom (overleden 2013)
- 1920 – Philippa Foot, Brits filosofe (overleden 2010)
- 1925 – Gore Vidal, Amerikaans schrijver (overleden 2012)
- 1925 – George Wein, Amerikaans jazzpianist (overleden 2021)
- 1927 – Chuck Hulse, Amerikaans autocoureur (overleden 2020)
- 1928 – Christian d'Oriola, Frans schermer (overleden 2007)
- 1930 – Ray Yoshida, Amerikaans kunstenaar (overleden 2009)
- 1932 – Henry Krtschil, Duits componist, dirigent en pianist (overleden 2020)
- 1933 - Neale Fraser, Australisch tennisspeler (overleden 2024)
- 1935 – Charles Duke, Amerikaans astronaut
- 1936 – Arthur Decabooter, Belgisch wielrenner (overleden 2012)
- 1936 – Steve Reich, Amerikaans componist
- 1936 – Walter Begtol Ross, Amerikaans componist
- 1938 – Eddie Cochran, Amerikaans zanger en gitarist (overleden 1960)
- 1939 – Edmund Griffith, Surinaams voetballer (overleden 2024)
- 1939 – Joseph James, Amerikaans worstelaar (overleden 2020)
- 1939 – Velibor Vasović, Joegoslavisch voetballer (overleden 2002)
- 1939 – Freddy de Vree, Belgisch dichter, essayist en programmamaker (overleden 2004)
- 1941 – Andrea de Adamich, Italiaans autocoureur
- 1941 – Chubby Checker, Amerikaans zanger
- 1942 – Alan Rachins, Amerikaans acteur (overleden 2024)
- 1944 – Pierre Deligne, Belgisch wiskundige
- 1944 – Roy Horn, Duits-Amerikaans goochelaar en entertainer (overleden 2020)
- 1945 – Jo Ritzen, Nederlands politicus en econoom
- 1945 – Viktor Sanjejev, Sovjet-Russisch/Georgisch atleet (overleden 2022)
- 1947 – Albert Sabajo, Surinaams surinamist en musicus (overleden 2018)
- 1949 – Lindsey Buckingham, Amerikaans zanger en gitarist
- 1950 – Sumio Endo, Japans judoka
- 1950 – Pamela Hensley, Amerikaans actrice
- 1950 – Ronnie Laws, Amerikaans jazzmuzikant, componist en muziekproducent
- 1951 – Emilio Chuayffet, Mexicaans politicus
- 1951 – Nick Glennie-Smith, Brits filmcomponist en dirigent
- 1951 – Keb' Mo', Amerikaans bluesmuzikant
- 1952 – Forest Barber, Amerikaans autocoureur
- 1952 – Luís Alberto da Silva Lemos (Luisinho), Braziliaans voetballer (overleden 2019)
- 1953 – Ramon Fernandez, Filipijns basketballer
- 1954 – Stevie Ray Vaughan, Amerikaans gitarist en zanger (overleden 1990)
- 1957 – Adolfo Horta, Cubaans bokser
- 1957 – Finn Lambek, Deens voetbalscheidsrechter
- 1958 – Dirk Meeldijk, Nederlands volkszanger
- 1959 – Luis Mosquera, Chileens voetballer
- 1959 – Greg Proops, Amerikaans acteur en komiek
- 1959 – Jack Wagner, Amerikaans acteur
- 1960 – Marianne Seine, Nederlands actrice en regisseur (overleden 2024)
- 1960 – Jos Wienen, Nederlands politicus
- 1961 – Ludger Stühlmeyer, Duits organist, componist, muziekpedagoog en muziekwetenschapper.
- 1962 – Tommy Lee, Amerikaans drummer
- 1964 – Jean-Marc Bosman, Belgisch voetballer (bekend van het Bosman-arrest)
- 1964 – Marc Disselhoff, Nederlands televisieregisseur
- 1964 – Jostein Flo, Noors voetballer
- 1964 – Clive Owen, Brits acteur
- 1965 – Tommy Lee (Thomas Lee Bass), Grieks-Amerikaans muzikant, drummer
- 1965 – Annemarie Verstappen, Nederlands zwemster
- 1965 – Jan-Ove Waldner, Zweeds tafeltennisser
- 1966 – Gela Inalisjvili, Georgisch voetballer
- 1967 – Maura Viceconte, Italiaans atlete (overleden 2019)
- 1968 – Karien van Gennip, Nederlands ingenieur en politica
- 1968 – Victoire Ingabire, Rwandees politica
- 1968 – Bianca Krijgsman, Nederlands cabaretière
- 1969 – Garry Herbert, Brits stuurman bij het roeien
- 1969 – Gwen Stefani, Amerikaans zangeres
- 1971 – Kevin Richardson, Amerikaans zanger
- 1972 – G. Love, Amerikaans zanger en gitarist
- 1972 – Meindert Schut, Nederlands journalist en radiopresentator
- 1972 – Martin Stenmarck, Zweeds zanger
- 1973 – Keiko Agena, Amerikaans actrice
- 1973 – Hedy Burress, Amerikaans actrice
- 1973 – Neve Campbell, Canadees actrice
- 1973 – Uğur Dağdelen, Turks voetballer (overleden 2015)
- 1974 – Marianne Timmer, Nederlands schaatsster
- 1975 – Víctor Carrillo, Peruviaans voetbalscheidsrechter
- 1975 – Alanna Ubach, Amerikaans (stem)actrice
- 1975 – India.Arie, Amerikaans neo-soul- en R&B-zangeres
- 1976 – Seann William Scott, Amerikaans acteur
- 1976 – Cheryl Webb, Australisch atlete
- 1977 – Daniel Hollie, Amerikaans professioneel worstelaar
- 1978 – Gerald Asamoah, Duits voetballer
- 1978 – Monique Jansen, Nederlands atlete
- 1978 – Claudio Pizarro, Peruviaans voetballer
- 1978 – Jake Shears, Amerikaans zanger
- 1979 – Lea Bouwmeester, Nederlands politica
- 1979 – Josh Klinghoffer, Amerikaans muzikant en producer
- 1979 – Qin Dongya, Chinees judoka
- 1979 – Shannyn Sossamon, Amerikaans actrice
- 1980 – Ryan Hardwick, Amerikaans autocoureur
- 1980 – Kjetil Mørland, Noors zanger
- 1980 – Danny O'Donoghue, Iers zanger
- 1980 – Boris Titulaer, Nederlands zanger
- 1981 – Sylwia Bogacka, Pools schutter
- 1981 – Zlatan Ibrahimović, Zweeds voetballer
- 1981 – Andreas Isaksson, Zweeds voetbaldoelman
- 1981 – Leïla Slimani, Frans-Marokkaans journaliste en schrijfster
- 1982 – Sofia Albertsson, Zweeds schaatsster
- 1982 – Chris Cole, Amerikaans skateboarder
- 1982 – Kalle Parviainen, Fins voetballer
- 1983 – Achmed Akkabi, Nederlands acteur
- 1983 – Frederico Chaves Guedes, Braziliaans voetballer
- 1983 – Tyler Christopher, Canadees atleet
- 1983 – Yvonne Meusburger, Oostenrijks tennisster
- 1984 – Mark Knowles, Australisch hockeyer
- 1984 – Chris Marquette, Amerikaans acteur
- 1984 – Nicolas Pierre, Belgisch atleet
- 1984 – Miguel Ángel Rubiano, Colombiaans wielrenner
- 1984 – Ashlee Simpson, Amerikaans zangeres en actrice
- 1985 – Shontelle, Barbadiaans zangeres
- 1986 – Eshetu Wendimu, Ethiopisch atleet
- 1987 – Robert Grabarz, Brits atleet
- 1987 – Anna Holmlund, Zweeds freestyleskiester
- 1987 – Martin Plowman, Brits autocoureur
- 1988 – Alex Dowsett, Brits wielrenner
- 1988 – Béatrice Edwige, Frans handbalster
- 1988 – A$AP Rocky, Amerikaans rapper
- 1988 – Alicia Vikander, Zweeds actrice
- 1989 – Nenad Minaković, Servisch voetbalscheidsrechter
- 1989 – Ivan Paulovich, Nederlands-Belgisch danser
- 1990 – Johan Le Bon, Frans wielrenner
- 1990 – Ana-Maria Crnogorčević, Zwitsers voetbalster
- 1992 – Zhang Yiwei, Chinees snowboarder
- 1993 – Nils van 't Hoenderdaal, Nederlands baanwielrenner
- 1994 – Kepa Arrizabalaga, Spaans voetballer
- 1994 – Nicholas Grainger, Brits zwemmer
- 1994 – Jimi Salonen, Fins freestyleskiër
- 1995 – Snelle (Lars Bos), Nederlands rapper, zanger en tv-presentator
- 1995 – Lil Tracy, Amerikaans rapper
- 1996 – Simone Sabbioni, Italiaans zwemmer
- 1997 – Jin Boyang, Chinees kunstschaatser
- 1997 – Kathleen Dawson, Brits zwemster
- 1997 – Colby Stevenson, Amerikaans freestyleskiër
- 1998 – Pleun Bierbooms, Nederlands zangeres
- 1998 – Abdul Zubairu, Nigeriaans voetballer
- 1999 – Jack LeVant, Amerikaans zwemmer
- 2001 – Leafs (Jahmil Dapaloe), Nederlands rapper
- 2002 - Jolijn de Haan, Nederlands volleybalster
- 2003 – Jill Janssens, Belgisch voetbalspeelster
- 2004 – Noah Schnapp, Amerikaans acteur
- 2004 – Jessica Gadirova, Brits gymnast
- 2004 – Jennifer Gadirova, Brits gymnast

## Overleden

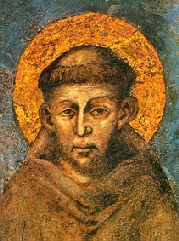
Franciscus van Assisi,
overleden in 1226

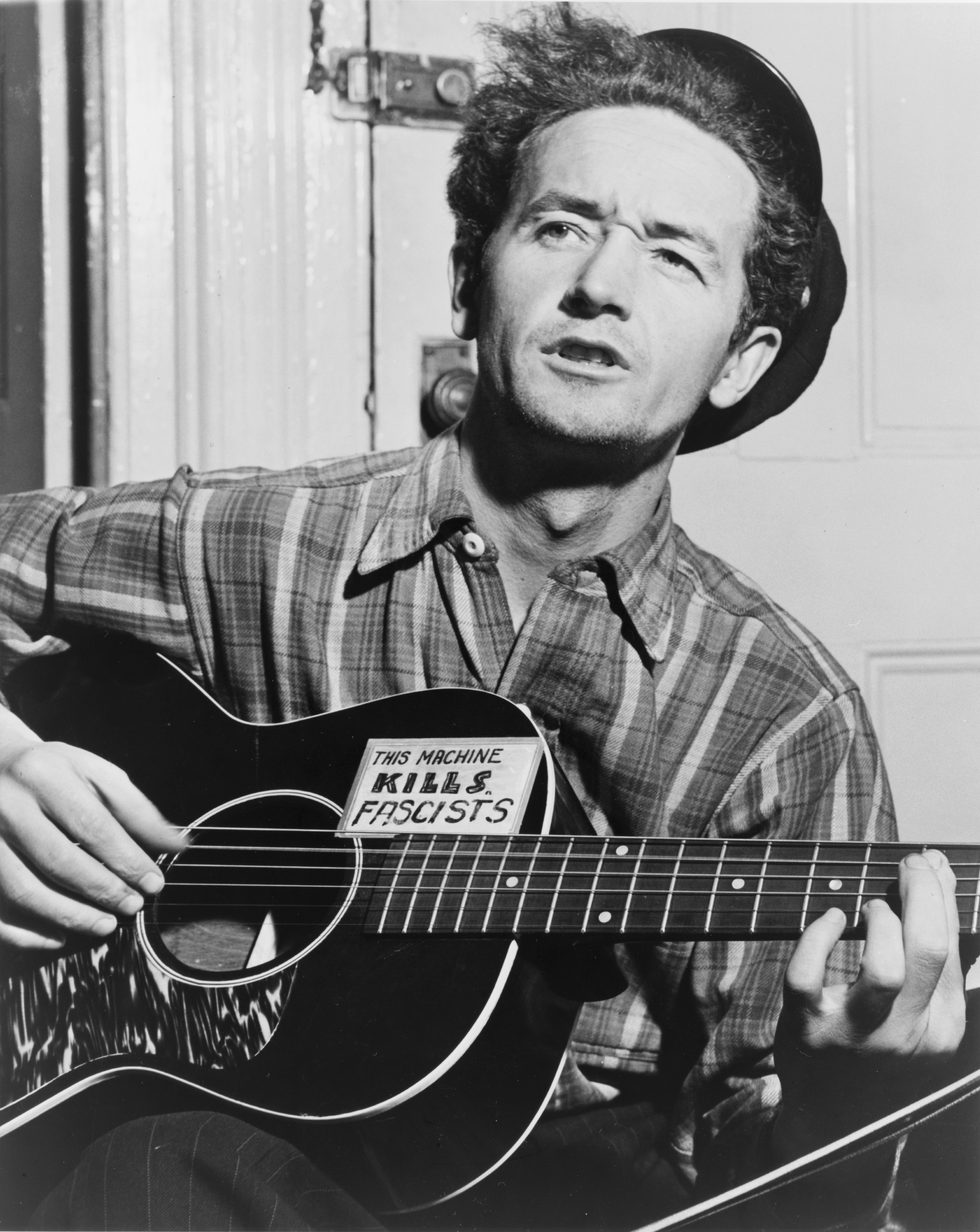
Woody Guthrie,
overleden in 1967

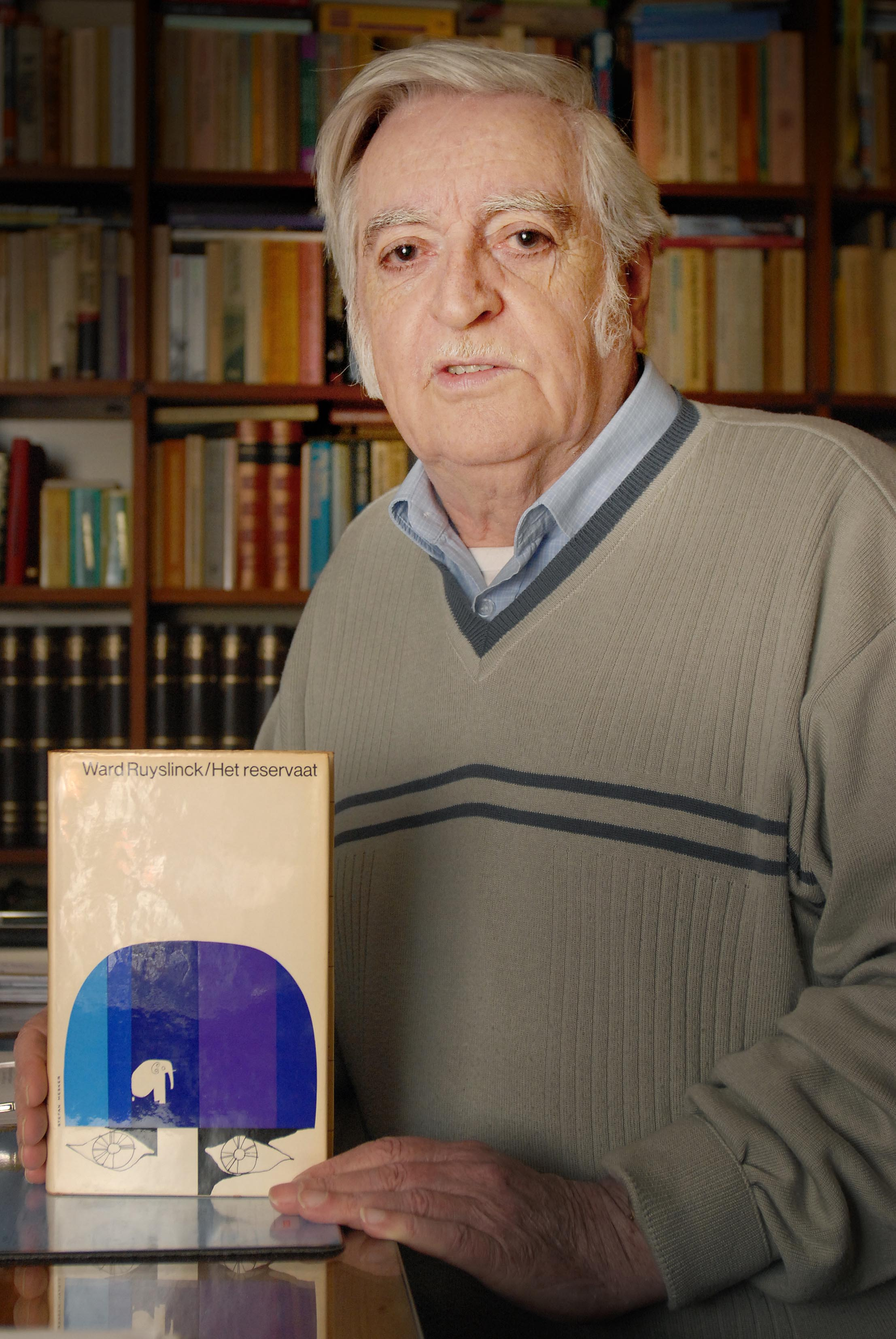
Ward Ruyslinck,
overleden in 2014

- 42 v.Chr. – Gaius Cassius Longinus
- 939 – Giselbert II (ca. 49), hertog van Lotharingen
- 1226 – Franciscus van Assisi (44), Italiaans heilige, stichter van de Orde der Minderbroeders
- 1838 – Black Hawk (c. 71), leider en krijger van de Sauk
- 1867 – Rómulo Díaz de la Vega (77), Mexicaans politicus en militair
- 1884 – Hans Makart (44), Oostenrijks schilder
- 1889 – Karel Miry (66), Belgisch componist
- 1914 – René Gâteaux (25), Frans wiskundige
- 1918 – Anne Casimir Pyrame de Candolle (82), Zwitsers botanicus
- 1926 – Otto Eerelman (87), Nederlands kunstschilder
- 1929 – Gustav Stresemann (51), Duits politicus
- 1931 – Carl Nielsen (66), Deens componist
- 1932 – Max Wolf, (69) Duits astronoom
- 1939 – Marcel Buysse (49), Belgisch wielrenner
- 1953 – Arnold Bax (69), Engels componist, pianist en dichter
- 1957 – Bernard Maybeck (95), Amerikaans architect en hoogleraar
- 1961 – József Grősz (73), Hongaars geestelijke
- 1966 – Rolf Sievert (70), Zweeds medisch fysicus
- 1967 – Woody Guthrie (55), Amerikaans folkmuzikant
- 1969 – Skip James (67), Amerikaans bluesmuzikant
- 1981 – Ko Korsten (86), Nederlands zwemmer
- 1982 – Roger Claessen (41), Belgisch voetballer
- 1987 – Jean Anouilh (77), Frans toneelschrijver
- 1988 – Franz Josef Strauß (73), Duits politicus
- 1989 - Yvonne Sylvain (82), Haïtiaans arts
- 1990 – Stefano Casiraghi (30), tweede echtgenoot van Caroline van Monaco
- 1993 – Johan Scheps (93), Nederlands politicus en verzetsstrijder
- 1996 – Bert Enklaar (52), Nederlands schaker
- 1997 – Georges Glineur (85), Belgisch politicus
- 1997 – Phil Medley (81), Amerikaans songwriter
- 1998 – Roddy McDowall (70), Engels acteur
- 2004 – Janet Leigh (77), Amerikaans actrice
- 2004 – Frits van Turenhout (91), Nederlands radiopresentator
- 2005 – Ronnie Barker (76), Brits televisiekomiek
- 2006 – Peter Norman (64), Australisch atleet
- 2007 – Teun Koolhaas (67), Nederlands architect en stedenbouwkundige
- 2007 – Pablo Palazuelo (90), Spaans kunstschilder
- 2007 – Tony Ryan (71), Iers ondernemer en filantroop
- 2007 – Rogelio Salmona, Colombiaans architect
- 2009 – Vladimir Beekman (80), Estlands schrijver
- 2009 – Robert Kirby (61), Brits muziekarrangeur
- 2009 – Reinhard Mohn (88), Duits mediagigant
- 2009 – Michel Nédélec (69), Frans wielrenner
- 2009 – Vasile Louis Puşcaş (94), Amerikaans bisschop van de Roemeens Grieks-katholieke kerk
- 2010 – Philippa Foot (90), Brits filosofe
- 2013 – Sergej Belov (69), Russisch basketbalspeler
- 2013 – Amy Dombroski (26), Amerikaans veldrijdster
- 2014 – Peer Augustinski (74), Duits acteur
- 2014 – Ward Ruyslinck (85), Belgisch schrijver
- 2015 – Denis Healey (98), Brits politicus
- 2015 – Barbara Meek (81), Amerikaans actrice
- 2016 – Joop Falke (83), Nederlands kunstenaar
- 2016 – Ronny van Poucke (59), Nederlands voetballer
- 2017 – Michel Jouvet (91), Frans neurobioloog
- 2017 – Jan Koblasa (84), Tsjechisch beeldhouwer
- 2017 – Jalal Talabani (83), Iraaks-Koerdisch politicus
- 2018 – Elisabeth Andersen (98), Nederlands actrice
- 2018 – Jan Hoogstad (88), Nederlands architect
- 2018 – Leon Lederman (96), Amerikaans natuurkundige
- 2018 – Hugo Raspoet (77), Belgisch zanger
- 2018 – John Von Ohlen (77), Amerikaans jazzdrummer
- 2019 – Diogo Freitas do Amaral (78), Portugees politicus
- 2019 – Roger Taillibert (93), Frans architect
- 2020 – Armelia McQueen (68), Amerikaans actrice
- 2021 – Josep Maria Forn i Costa (87), Spaans acteur, filmproducent en filmregisseur
- 2021 – Cynthia Harris (87), Amerikaans televisie- en theateractrice
- 2021 – Eddy Jozefzoon (83), Surinaams raadsadviseur
- 2021 – Jorge Medina Estévez (94), Chileens kardinaal
- 2021 – Bernard Tapie (78), Frans zakenman en politicus
- 2021 – Lars Vilks (76), Zweeds kunstenaar
- 2022 – Léonie Sazias (65), Nederlands politica, beeldend kunstenares en televisiepresentatrice
- 2023 – Edward Hagedorn (76), Filipijns politicus
- 2024 – Michel Blanc (72), Frans acteur, scenarioschrijver en filmregisseur
- 2024 – Pierre Christin (86), Frans striptekenaar

## Viering/herdenking

Dag van de Duitse eenheid

Zuid-Korea Feestdag

Onafhankelijkheidsdag Irak

- Duitsland – Tag der Deutschen Einheit, de viering van de hereniging van Oost- en West-Duitsland in 1990
- Zuid-Korea – nationale feestdag (Gaecheonjeol), herinnert aan de oprichting van Korea door Dangun in 2333 v.Chr.
- Irak – Onafhankelijkheidsdag
- Leiden – 3 oktober, Leidens ontzet (1574)
- Rooms-katholieke kalender:
  - Heilige Ger(h)ard(us) van Brogne († 959) – Gedachtenis (in bisdom Gent)
  - Heiligen Ewald (de Witte & de Zwarte) († c. 695)
  - Heilige Menna van Fontenoy († c. 390)
  - Heilige Theodora Guerin († 1856)
  - Heilige Martelaren van Natal († 1645)
  - Heilige Franciscus Borgia († 1572) – Gedachtenis bij Jezuïeten
  - Zalige Columba Marmion († 1923)

## Weerextremen

### Nederland
| | Officiële records | Officiële records | Officiële records |      | Landelijke records | Landelijke records | Landelijke records |
| Gebeurtenis | Jaar              | Extreem           | Locatie           | Jaar | Extreem            | Locatie            |                    |
| --- | ----------------- | ----------------- | ----------------- | ---- | ------------------ | ------------------ | ------------------ |
| Laagste etmaalgemiddelde temperatuur (°C) | 1902              | 3,0               | De Bilt           |      | 1902               | 3,0                | De Bilt            |
| Hoogste etmaalgemiddelde temperatuur (°C) | 1985              | 18,9              | De Bilt           |      | 1985               | 20,9               | Maastricht         |
| Laagste minimumtemperatuur (°C) | 1936              | −1,2              | De Bilt           |      | 1936               | −1,4               | Maastricht         |
| Hoogste minimumtemperatuur (°C) | 1985              | 15,8              | De Bilt           |      | 1985               | 18,0               | Maastricht         |
| Laagste maximumtemperatuur (°C) | 1998              | 6,1               | De Bilt           |      | 1998               | 5,8                | Twenthe            |
| Hoogste maximumtemperatuur (°C) | 1908              | 25,1              | De Bilt           |      | 1908               | 27,4               | Eelde              |
| Hoogste uurgemiddelde windsnelheid (m/s) | 1938              | 17,0              | De Bilt           |      | 1938               | 27,8               | Vlissingen         |
| Hoogste windstoot (m/s) | 1970, 1975        | 19,5              | De Bilt           |      | 2009               | 27,0               | Houtribdijk        |
| Langste zonneschijnduur (uur) | 1936              | 10,2              | De Bilt           |      | 1943               | 10,6               | Vlissingen         |
| Langste neerslagduur (uur) | 1993              | 14,0              | De Bilt           |      | 1993               | 23,3               | Lauwersoog         |
| Hoogste etmaalsom van de neerslag (mm) | 1994              | 24,8              | De Bilt           |      | 1993               | 48,6               | Nieuw Beerta       |
| Laagste etmaalgemiddelde relatieve vochtigheid (%) | 2013              | 62                | De Bilt           |      | 2013               | 51                 | Arcen              |
| Laagste uurwaarde luchtdruk op zeeniveau (hPa) | 2020              | 985,9             | De Bilt           |      | 2020               | 984,4              | Vlissingen         |
| Hoogste uurwaarde luchtdruk op zeeniveau (hPa) | 1945              | 1036,3            | De Bilt           |      | 1945               | 1036,4             | De Kooy            |
| Officiële records worden altijd gemeten op het KNMI-weerstation in De Bilt. Landelijke records kunnen worden gemeten op elk officieel KNMI-weerstation in Nederland. |                   |                   |                   |      |                    |                    |                    |

Uitzonderlijke gebeurtenissen
- 1908 - Laatste officiële zomerse dag van het jaar (maximumtemperatuur ≥ 25 °C in De Bilt)
- 1954 - Laatste officiële warme dag van het jaar (maximumtemperatuur ≥ 20 °C in De Bilt)
- 1985 - Landelijk maandrecord hoogste minimumtemperatuur in °C van oktober gemeten in Maastricht: 18,0
- 1993 - Landelijk maandrecord langste neerslagduur in uren van oktober gemeten in Lauwersoog: 23,3

### België
Dagrecords
- 1902 - Laagste etmaalgemiddelde temperatuur 3,3 °C
- 1985 - Hoogste etmaalgemiddelde temperatuur 20,9 °C
- 1864 - Laagste minimumtemperatuur 0,8 °C
- 1908 - Hoogste maximumtemperatuur 25,9 °C
- 1929 - Hoogste etmaalsom van de neerslag 28,5 mm

Uitzonderlijke gebeurtenissen
- 1994 - Er ligt 1,5 cm sneeuw in Mont-Rigi (Weismes). Het is de vroegst gemeten sneeuwlaag in deze eeuw.

<< · 1 · 2 · 3 · 4 · 5 · 6 · 7 · 8 · 9 · 10 · 11 · 12 · 13 · 14 · 15 · 16 · 17 · 18 · 19 · 20 · 21 · 22 · 23 · 24 · 25 · 26 · 27 · 28 · 29 · 30 · 31 · >>